# Triangle de Hosoya
Le triangle de Hosoya (dénommé aussi triangle de Fibonacci comme dans  A058071) est un tableau triangulaire de nombres (similaire au triangle de Pascal) basé sur la suite de Fibonacci. Le triangle étant présenté sous forme pyramidale, chaque nombre est la somme des deux nombres des deux lignes précédentes, pris dans la diagonale gauche, ou dans la diagonale droite.
Le triangle est répertorié comme suite A058071 de l'OEIS.

## Appellation
L'appellation « triangle de Fibonacci » est ambigüe car elle a également été utilisée pour d'autres triangles faisant apparaitre les nombres de Fibonacci, comme le triangle fibonomial, ou des triangles géométriques d'aire entière dont les côtés ont pour longueur des nombres de Fibonacci,.

## Définition par récurrence
Les termes de ce triangle peuvent être définis par récurrence par les relations :
{\displaystyle H_{0,0}=H_{1,0}=H_{1,1}=H_{2,1}=1}
et
{\displaystyle {\begin{aligned}H_{n,k}&=H_{n-1,k}+H_{n-2,k}{\text{ pour }}0\leqslant k\leqslant n-2\\&=H_{n-1,k-1}+H_{n-2,k-2}{\text{ pour }}n-1\leqslant k\leqslant n.\\\end{aligned}}}

## Expression exacte
Les termes du triangle ont pour valeur :
{\displaystyle H_{n,k}=F_{k+1}\cdot F_{n-k+1}}
où {\displaystyle (F_{n})} est la suite de Fibonacci.

### Démonstration
De {\displaystyle H_{n,k}=H_{n-1,k-1}+H_{n-2,k-2}{\text{ pour }}n-1\leqslant k\leqslant n} on déduit {\displaystyle H_{n,n}=F_{n+1}} et {\displaystyle H_{n,n-1}=F_{n}}.
De {\displaystyle H_{k+m,k}=H_{k+m-1,k}+H_{k+m-2,k}} et {\displaystyle H_{k+0,k}=H_{k+1,k}=F_{k+1}} on déduit {\displaystyle H_{k+m,k}=F_{k+1}F_{m+1}}.
En posant {\displaystyle n=k+m}, on obtient {\displaystyle H_{n,k}=F_{k+1}F_{n-k+1}}.

## Propriétés
- Le triangle est symétrique : {\displaystyle H_{n,k}=H_{n,n+1-k}}.

- La relation {\displaystyle H_{n,k}=H_{n-1,k-1}+H_{n-2,k-2}} est valable pour {\displaystyle 2\leqslant k\leqslant n}.

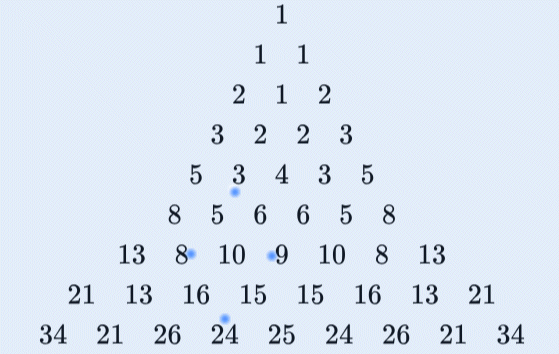

- Les deux bords du triangle sont constitués des nombres de Fibonacci : {\displaystyle H_{n,0}=H_{n,n}=F_{n+1}}, ainsi que les deux diagonales situées juste en dessous : {\displaystyle H_{n,1}=H_{n,n-1}=F_{n}}.

- Les termes centraux sont les carrés des nombres de Fibonacci : {\displaystyle H_{2n,n}=(F_{n+1})^{2}}.

- Les autres termes du triangle sont produits de deux nombres de Fibonacci distincts.

- La suite des sommes des termes de chaque ligne est le produit de convolution de la suite de Fibonacci par elle-même : 1, 2, 5, 10, 20,..., suite A001629 de l'OEIS[5].
- Les termes opposés des sommets d'un losange ont des produits égaux ; par exemple {\displaystyle 3\times 24=8\times 9} dans la figure ci-contre.